# ويسلي بولين
وهو سياسي أمريكي ينتمي إلى الحزب الديموقراطي ولد ويسلي بولين في الأول من شهر تموز - يوليو من سنة 1909 في في ولاية ميسوري الأمريكية انتقل بولين مع عائلته إلى مدينة فينكس بولاية أريزونا الأمريكية عندما كان يبلغ من العمر ستة اعوام كان بولين حاكما على ولاية أريزونا ما بين عام 1977 إلى عام 1978 حيث توفي بولين في 4 أذار - مارس من سنة 1978 وهو لايزال يشغل منصب حاكم الولاية.